# Kritios

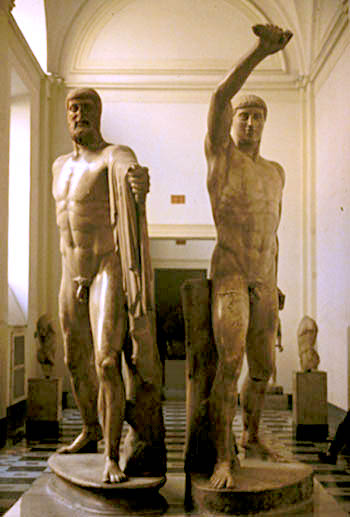
Tyrannenmörder – römische Marmorkopie der Erzgruppe des Kritios, Archäologisches Nationalmuseum Neapel

Kritios (auch Kritias) war ein antiker griechischer Bildhauer, genauer Erzgießer, des 5. Jahrhunderts v. Chr.
Er war zwischen 495 und 450 v. Chr. in Athen tätig und ersetzte zusammen mit Nesiotes die von Xerxes I. weggeführten Statuen der Tyrannenmörder Harmodios und Aristogeiton von Antenor am Kerameikos in Athen durch eine Erzgruppe.
Nachbildungen in Marmor der beiden Statuen befinden sich u. a. im Archäologischen Nationalmuseum Neapel. Auch ist die Gruppe mehrfach auf kleineren Kunstwerken (Münzen, Vasen etc.) nachgeahmt. Kritios gehört zu den bedeutendsten Künstlern des sogenannten strengen Stils.
Nicht weniger bekannt ist der sogenannte Kritios-Knabe auf der Akropolis in Athen.